# František Patočka (lékař)
František Patočka (22. října 1904 Turnov – 14. března 1985 Praha), byl lékař a imunolog, zakladatel moderní české bakteriologie a virologie.

## Život
Po studiu lékařství na Karlově univerzitě, kde promoval roku 1928, pracoval v bakteriologicko-sérologickém ústavu Lékařské fakulty UK a v letech 1930–1931 absolvoval stáž na Pasteurově institutu v Paříži, kde také navázal řadu dlouhodobých vědeckých přátelství. 1934 se habilitoval, 1946 jmenován profesorem, v letech 1946–1976 přednosta Ústavu lékařské mikrobiologie a imunologie Fakulty všeobecného lékařství UK. S manželkou Jarmilou měli tři děti, jeho bratr Jan Patočka (1907–1977) byl český filosof.

## Odbojová činnost
Patočka se jako ředitel Bakteriologického ústavu zapojil do přípravy bakterií tyfu a tuberkulózy pro použití v atentátu předsedy protektorátní vlády Aloise Eliáše na aktivistické novináře v tzv. chlebíčkové aféře. Patočka sám neměl možnost bakterie získat, proto požádal své kolegy Ivana Málka a Vladimíra Wagnera, aby laboratorně vyšlechtili bakterie tyfu a tuberkulózy. Ty potom osobní lékař Aloise Eliáše Miloš Klika vpravil do chlebíčků, které Eliáš poskytl. Ačkoliv byl Eliáš v souvislosti s otravou novinářů vyšetřován, tak se vyšetřovatelům nepodařilo jeho vinu prokázat a Patočkovi i dalším účastníkům se podařilo uniknout. Okolnosti atentátu vyšly najevo až mnoho let po válce 

## Dílo
Po 2. světové válce se osobně podílel na likvidaci epidemie tyfu v Terezíně, v šedesátých letech působil jako expert Světové zdravotnické organizace (WHO) v Indii a v Africe. Zabýval se zejména studiem anaerobních bakterií a rickettsií. V Československu zavedl metodu tkáňových kultur a provedl několik původních objevů ohledně viru chřipky a obrny, o tvorbě protilátek při léčbě antibiotiky apod. Publikoval přes 100 odborných článků a v roce 1970 vydal vysokoškolskou učebnici „Lékařská mikrobiologie“.